# Theras (Gemeinde Sigmundsherberg)
Theras ist eine Ortschaft und eine Katastralgemeinde der Gemeinde Sigmundsherberg im Bezirk Horn in Niederösterreich.

## Geschichte
Laut Adressbuch von Österreich waren im Jahr 1938 in der Ortsgemeinde Theras ein Fleischer, zwei Gastwirte, zwei Gemischtwarenhändler, zwei Schmiede, ein Schneider und eine Schneiderin, drei Schuster, ein Spengler, zwei Tischler, ein Viktualienhändler, ein  Wagner, ein Zementwarenerzeuger und zahllose Landwirte ansässig.

## Siedlungsentwicklung
Zum Jahreswechsel 1979/1980 befanden sich in der Katastralgemeinde Theras insgesamt 210 Bauflächen mit 74.160 m² und 189 Gärten auf 191.893 m², 1989/1990 gab es 211 Bauflächen. 1999/2000 war die Zahl der Bauflächen auf 286 angewachsen und 2009/2010 bestanden 308 Gebäude auf 607 Bauflächen.

## Bodennutzung
Die Katastralgemeinde ist landwirtschaftlich geprägt. 874 Hektar wurden zum Jahreswechsel 1979/1980 landwirtschaftlich genutzt und 447 Hektar waren forstwirtschaftlich geführte Waldflächen. 1999/2000 wurde auf 885 Hektar Landwirtschaft betrieben und 442 Hektar waren als forstwirtschaftlich genutzte Flächen ausgewiesen. Ende 2018 waren 850 Hektar als landwirtschaftliche Flächen genutzt und Forstwirtschaft wurde auf 453 Hektar betrieben. Die durchschnittliche Bodenklimazahl von Theras beträgt 47,9 (Stand 2010).

## Kultur und Sehenswürdigkeiten
- Hügelgräberfeld Therasburger Wald
- Ruine Neudegg
- Schloss Therasburg

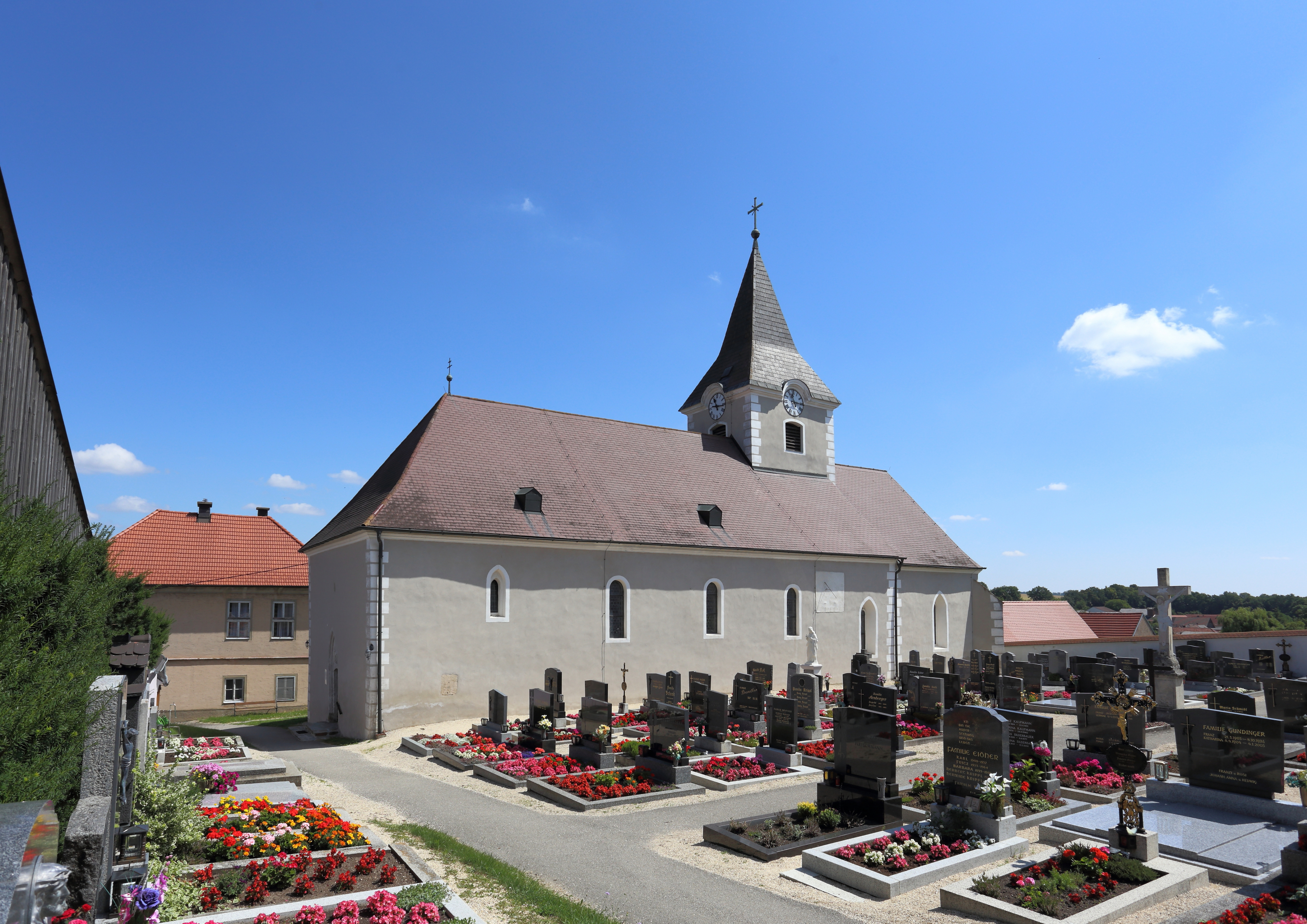
Pfarrkirche Theras

- Katholische Pfarrkirche Theras Kreuzerhöhung
- Pfarrhof
- Schwedenkreuz
- Figurenbildstock Herz Jesu